# Anax strenuus
Anax strenuus is een echte libel (Anisoptera) uit de familie van de glazenmakers (Aeshnidae).
De wetenschappelijke naam van de soort werd in 1867 gepubliceerd door Hermann August Hagen.